# 弗拉多·达普切维奇
弗拉多·达普切维奇（1917年6月14日—2001年7月12日），南斯拉夫政治人物，南斯拉夫共产党成员。二战期间，参与铁托领导的重大战役。他因为在1948年反对铁托，入狱22年。南斯拉夫解体后，他在塞尔维亚建立劳动党。

## 生平
1917年，出生于黑山王国的留博蒂涅村。
1933年，入团。
1934年，入党。
1935年，被捕。
1936年，又被捕。
1937年，为采蒂涅的党组织书记。
1940年，被派到黑山的科托尔湾。
1941年，切沃事件，被开除出党。
1942年，重新接纳入党，成为游击队的政治委员。
1943年，再次被接纳入党，为第七克拉伊纳旅的党委书记。
1944年，为南斯拉夫人民解放军第十师的政治委员。
1947年，任人民军宣传鼓动部部长。
1948年，南共五大结束后，试图逃离南斯拉夫。8月，和阿尔索·约万诺维奇上将、布兰科·佩特里切维奇少将试图越境去罗马尼亚失败。9月，试图越境去匈牙利，被捕。
1958年，逃到阿尔巴尼亚，再到苏联。
1960年，莫斯科召开了多国共产党和工人党会议，通过了《各国共产党和工人党代表会议声明》、《告世界人民书》。
1964年，生活在敖德萨。
1969年，在比利时获得永久居留权。
1975年，被引渡到南斯拉夫。
1976年，被起诉，判处20年的有期徒刑。
1988年，释放，被驱逐出南斯拉夫。
1990年，回国。
2001年，去世。